# پلی‌گلیکولید
پلی‌گلیکولید (به انگلیسی: Polyglycolide) با فرمول شیمیایی (C۲H۲O۲)n یک ترکیب شیمیایی است. پلی (گلیکولیک اسید) (PGA) که با نام پلی گلیکولیک اسید نیز خوانده می‌شود، یک پلیمر ترموپلاستیک زیست تخریب پذیر و ساده‌ترین پلی استر خطی و آلیفاتیک است. می‌توان آن را با شروع از اسید گلیکولیک با استفاده از پلیمریزاسیون تراکمی یا حلقه گشا تهیه کرد. PGA از سال ۱۹۵۴ به عنوان یک پلیمر سخت تشکیل دهنده الیاف شناخته شده‌است. با این حال، به دلیل ناپایداری هیدرولیتیک، استفاده از آن در ابتدا محدود بوده‌است.[۱] در حال حاضر پلی گلیکولید و کوپلیمرهای آن (پلی (لاکتیک-کو-گلیکولیک اسید) با اسید لاکتیک، پلی (گلیکولید-کو-کاپرولاکتون) با ε-کاپرولاکتون و پلی (گلیکولید-کو-تری متیلن کربنات) با تری متیلن کربنات) به‌طور گسترده‌ای برای سنتز بخیه‌های قابل جذب و در زمینه زیست پزشکی در حال ارزیابی است.

## مشخصات فیزیکی
پلی گلیکولید دمای انتقال شیشه ای بین ۳۵ تا ۴۰ درجه سانتیگراد دارد و نقطه ذوب آن در محدوده ۲۲۵–۲۳۰ درجه سانتیگراد گزارش شده‌است. PGA همچنین درجه بالایی از تبلور (در حدود ۴۵–۵۵٪) نشان می‌دهد. که منجر به نامحلول شدن آن در آب می‌شود. حلالیت این پلی استر تا حدودی غیرمعمول است، به دلیل وزن مولکولی بالا آن تقریباً در تمام حلال‌های آلی رایج (استون، دی کلرومتان، کلروفرم، اتیل استات، تتراهیدروفوران) نامحلول است، درحالی که الیگومرهای با وزن مولکولی پایین از نظر خواص فیزیکی بسیار متفاوت و محلول در آب هستند. با این حال، پلی گلیکولید در حلال‌های با فلوئور بالا مانند هگزافلوئوروایزوپروپانول (hexafluoroisopropanol-HFIP) و هگزافلوئورواستون سسکوئی هیدرات (hexafluoroacetone sesquihydrate) محلول است، که می‌تواند برای تهیه محلول‌های پلیمر با وزن مولکولی بالا برای ریسندگی مذاب و تهیه فیلم استفاده شود.[۳] الیاف PGA استحکام و مدول بالایی (۷ گیگا پاسکال) از خود نشان می‌دهند سفتی ویژهای دارد.

## سنتز
پلی گلیکولید را می‌توان از طریق چندین فرایند مختلف که با مواد مختلف شروع می‌شود به دست آورد:
1. پلیمریزاسیون تراکمی گلیکولیک اسید.
2. پلیمریزاسیون حلقه گشای گلیکولید.
3. پلیمریزاسیون تراکمی هالوژنواستاتها.

پلیمریزاسیون تراکمی گلیکولیک اسید پلی تراکم اسید گلیکولیک ساده‌ترین فرایند موجود برای تهیه PGA است، اما کارآمدترین نیست زیرا محصولی با وزن مولکولی پایین به دست می‌دهد. به‌طور خلاصه، روش به شرح زیر است: اسید گلیکولیک در فشار اتمسفر گرم می‌شود و دمای حدود ۱۷۵–۱۸۵ درجه سانتیگراد تا زمانی که آب از تقطیر متوقف شود حفظ می‌شود. پس از آن، فشار به ۱۵۰ میلی‌متر جیوه کاهش می‌یابد، همچنان دما برای حدود دو ساعت بدون تغییر باقی می‌ماند و پلی‌گلیکولید با وزن مولکولی پایین به دست می‌آید.
رایج‌ترین روش سنتز مورد استفاده برای تولید این پلیمر با وزن مولکولی بالا، پلیمریزاسیون حلقه گشا «گلیکولید»، دی استر حلقوی اسید گلیکولیک است. گلیکولید را می‌توان با حرارت دادن تحت فشار کاهش یافته PGA با وزن مولکولی پایین به وسیله جمع‌آوری دی استر با استفاده از تقطیر تهیه کرد. پلیمریزاسیون حلقه گشا گلیکولید را می‌توان با استفاده از کاتالیزورهای مختلف، از جمله ترکیبات آنتیموان، مانند تری‌اکسید آنتیموان یا تری هالیدهای آنتیموان، ترکیبات روی (لاکتات روی) و ترکیبات قلع مانند اکتوات قلع (قلع (II) 2-اتیل هگزانوات) یا آلکوکسیدهای قلع (مانند Octoate Stannous) کاتالیز کرد. Octoate Stannous متداول‌ترین آغازگر مورد استفاده است، زیرا توسط FDA به عنوان تثبیت کننده مواد غذایی تأیید شده‌است. استفاده از کاتالیزورهای دیگر نیز فاش شده‌است، از جمله آنها می‌توان به ایزوپروپوکسید آلومینیوم، استیل استونات کلسیم و چندین آلکوکسید لانتانید (مانند ایزوپروکسید ایتریوم) اشاره کرد. روشی که برای پلیمریزاسیون با باز کردن حلقه دنبال می‌شود به‌طور خلاصه شرح داده شده‌است: مقدار کاتالیزوری آغازگر به گلیکولید در فضای نیتروژن در دمای ۱۹۵ درجه سانتیگراد اضافه می‌شود. حدود دو ساعت زمان داده می‌شود تا واکنش ادامه یابد، سپس دما به مدت نیم ساعت به ۲۳۰ درجه سانتیگراد افزایش می‌یابد. پس از انجماد، پلیمر با وزن مولکولی بالا جمع‌آوری می‌شود.
روش دیگر پلیمریزاسیون تراکمی حالت جامد القا شده حرارتی هالوژنواستات‌ها با فرمول کلی X--CH2COO-M+ است (که در آن M یک فلز تک ظرفیتی مانند سدیم و X یک هالوژن مانند کلر است)، که منجر به تولید پلی گلیکولید و کریستال‌های کوچک یک نمک می‌شود. پلیمریزاسیون تراکمی با حرارت دادن یک هالوژنواستات، مانند کلرواستات سدیم، در دمای بین ۱۶۰–۱۸۰ درجه سانتیگراد انجام می‌شود و نیتروژن را به‌طور مداوم از ظرف واکنش عبور می‌دهد. در طی واکنش، پلی گلیکولید همراه با کلرید سدیم تشکیل می‌شود که در زمینه پلیمری رسوب می‌کند. نمک تولید شده را نیز می‌توان به راحتی با شستن محصول واکنش با آب حذف کرد.
PGA همچنین می‌تواند با واکنش مونوکسید کربن، فرمالدئید یا یکی از ترکیبات مرتبط با آن مانند پارافورمالدئید یا تری اکسان، در حضور یک کاتالیزور اسیدی به دست آید. در یک اتمسفر مونوکسید کربن، اتوکلاو با کاتالیزور (کلروسولفونیک اسید)، دی کلرومتان و تری اکسان بارگیری می‌شود، سپس با مونوکسید کربن شارژ می‌شود تا زمانی که به فشار خاصی برسد. واکنش هم زده می‌شود و اجازه داده می‌شود تا در دمای حدود ۱۸۰ درجه سانتیگراد به مدت دو ساعت ادامه یابد. پس از اتمام، مونوکسید کربن واکنش نداده تخلیه می‌شود و مخلوطی از پلی گلیکولید با وزن مولکولی کم و بالا جمع‌آوری می‌شود.

## تخریب
پلی گلیکولید به دلیل وجود پیوند استری در زنجیره اصلی آن با ناپایداری هیدرولیتیک شناخته می‌شود. فرایند تخریب فرسایشی است و به نظر می‌رسد در دو مرحله انجام می‌شود که طی آن پلیمر دوباره به اسید گلیکولیک مونومر خود تبدیل می‌شود: ابتدا آب در مناطق آمورف (غیر کریستالی) زمینه پلیمری پخش می‌شود و پیوندهای استری را می‌شکند. مرحله دوم پس از فرسایش نواحی آمورف شروع می‌شود و بخش کریستالی پلیمر را مستعد حمله هیدرولیتیک می‌کند. با فروپاشی نواحی کریستالی، زنجیره پلیمری حل می‌شود.
هنگامی که در معرض شرایط فیزیولوژیکی قرار می‌گیرد، پلی گلیکولید با هیدرولیز تصادفی تخریب می‌شود و ظاهراً توسط آنزیم‌های خاصی، به ویژه آنزیم‌هایی که فعالیت استراز دارند، تخریب می‌شود. محصول تخریب، اسید گلیکولیک، غیر سمی است، اما مانند اتیلن گلیکول، به اسید اگزالیک متابولیزه می‌شود که می‌تواند آن را خطرناک کند. بخشی از اسید گلیکولیک نیز از طریق ادرار دفع می‌شود.[۹]
مطالعات انجام شده با استفاده از بخیه‌های ساخته شده از پلی گلیکولید نشان داده‌است که این ماده پس از دو هفته نیمی از استحکام خود را از دست می‌دهد و پس از چهار هفته به ۱۰۰ درصد می‌رسد. پلیمر در بازه زمانی چهار تا شش‌ماهه به‌طور کامل توسط ارگانیسم جذب می‌شود.[۲] تخریب در داخل بدن سریعتر از in vitro است، این پدیده به دلیل فعالیت آنزیمی سلولی است.[۱۰]

## کاربرد
در حالی که PGA از سال ۱۹۵۴ شناخته شده بود، PGA به دلیل حساسیت آن به هیدرولیز در مقایسه با سایر پلیمرهای مصنوعی کاربرد کمی پیدا کرد. با این حال، در سال ۱۹۶۲ از این پلیمر برای تولید اولین نخ بخیه قابل جذب مصنوعی استفاده شد که با نام تجاری Dexon[1] توسط شرکت فرعی Davis & Geck از American Cyanamid Corporation به بازار عرضه شد. پس از پوشش آن با پلی کاپرولاکتون و استئارات کلسیم با نام تجاری Assucryl به فروش می‌رسد.
بخیه PGA به عنوان یک مولتی فیلامنت مصنوعی، قابل جذب و بافته طبقه‌بندی می‌شود. روی آن با N-laurin و L-lysine پوشانده شده‌است که نخ را بسیار صاف، نرم و ایمن برای گره زدن می‌کند. همچنین با استئارات منیزیم پوشانده شده و در نهایت با گاز اتیلن اکسید استریل می‌شود. به‌طور طبیعی در بدن با هیدرولیز تجزیه می‌شود و به عنوان مونومرهای محلول در آب جذب می‌شود و بین ۶۰ تا ۹۰ روز کامل می‌شود. بیماران مسن، کم خون و سوء تغذیه ممکن است بخیه را سریعتر جذب کنند. رنگ آن یا بنفش یا رنگ نشده‌است و در سایزهای USP 6-0 (1 متریک) تا USP 2 (5 متریک) به فروش می‌رسد. این دارای مزایای استحکام کششی اولیه بالا، عبور صاف از بافت، حمل آسان، توانایی گره زدن عالی و گره زدن ایمن است. معمولاً برای بخیه‌های زیر پوستی، بستن داخل پوستی، جراحی‌های شکم و قفسه سینه استفاده می‌شود.
نقش سنتی PGA به عنوان یک ماده بخیه زیست تخریب پذیر منجر به ارزیابی آن در سایر زمینه‌های زیست پزشکی شده‌است. دستگاه‌های پزشکی قابل کاشت با PGA تولید شده‌اند، از جمله حلقه‌های آناستوموز، پین‌ها، میله‌ها، صفحات و پیچ‌ها.[۲] همچنین برای مهندسی بافت یا تحویل کنترل شده دارو مورد بررسی قرار گرفته‌است. داربست‌های مهندسی بافت ساخته شده با پلی گلیکولید با روش‌های مختلفی تولید شده‌اند، اما عموماً اکثر آنها از طریق فناوری‌های نساجی به شکل نمدهای غیر بافته به دست می‌آیند.
صنایع شیمیایی Kureha پلی گلیکولید با وزن مولکولی بالا را برای کاربردهای بسته‌بندی مواد غذایی تحت نام تجاری Kuredux تجاری کرده‌است.[۱۱] تولید در Belle، ویرجینیای غربی، با ظرفیت مورد نظر ۴۰۰۰ تن متریک سالانه است.[۱۲] ویژگی‌های آن به عنوان یک ماده مانع ناشی از درجه بالای تبلور آن است، که مبنای مکانیزم مسیر پرپیچ و خم برای نفوذپذیری کم است. پیش‌بینی می‌شود که نسخه با وزن مولکولی بالا به عنوان لایه‌ای بین لایه‌های پلی اتیلن ترفتالات برای ایجاد محافظت مانع بهبود یافته برای غذاهای فاسد شدنی، از جمله نوشیدنی‌های گازدار و غذاهایی که طراوت خود را در تماس طولانی‌مدت با هوا از دست می‌دهند، استفاده شود. بطری‌های پلاستیکی نازک‌تر که همچنان ویژگی‌های بازدارندگی مطلوبی را حفظ می‌کنند نیز ممکن است توسط این فناوری لایه‌ای پلی‌گلیکولید فعال شوند. یک نسخه با وزن مولکولی کم (تقریبا 600 amu) از شرکت Chemours (که قبلاً بخشی از DuPont بود) موجود است و ظاهراً در کاربردهای نفت و گاز مفید است.